# Узловое (Крым)
Узлово́е (укр. Вузлове, крымскотат. Uzlovoye, Узловое) — село в городском округе Феодосия Республики Крым (согласно административно-территориальному делению Украины — посёлок в Кировском районе АР Крым, в составе Владиславовского сельсовета).

## Население
| 2001 | 2014 |
| ---- | ---- |
| 66   | ↘54  |

## Современное состояние
На 2017 год в Узловом улиц и переулков не числится; на 2009 год, по данным сельсовета, село занимало площадь 0,5 гектара на которой, в 7 дворах, проживало 66 человек.

## География
Посёлок при железнодорожной станции Разъезд 107 км на линии Джанкой — Феодосия, находится примерно в 14 километрах (по шоссе) на север от центра Феодосии. Ближайшие населённые пункты — Владиславовка в 4 км на север и Феодосия (район Ближние Камыши) в 4 км на юг.

## История
Впервые в доступных источниках посёлок Владиславовского сельсовета Кировского района встречается в «Справочнике административно-территориального деления Крымской области на 15 июня 1960 года».
По данным переписи 1989 года в селе проживало 64 человека. С 12 февраля 1991 года село в восстановленной Крымской АССР, 26 февраля 1992 года переименованной в Автономную Республику Крым. С 21 марта 2014 года в составе Крыма аннексировано Россией. 5 июня 2014 года законом «Об установлении границ муниципальных образований и статусе муниципальных образований в Республике Крым» передан в состав Городского округа Феодосия.